# Материјална штета НАТО бомбардовања Југославије
Материјална штета у НАТО бомбардовању СРЈ је огромна. Настала је у току 78 дана интензивних ваздухопловних удара, при чему је погинуло 754 људи, од чега 454 цивила,. О износу те материјалне штете понуђени су различити подаци. Тадашња актуелна власт је проценила да је реч о око 100 милијарди долара, док је Г17, тадашња група од седамнаест независних економиста (касније део политичке опозиције актуелној власти), проценила је на 4,1 милијарду долара (29,6 милијарди долара индиректно). НАТО бомбардовање СРЈ, трајала је без прекида 11 недеља, оштећена је или уништена инфраструктура, привредни објекти, школе, здравствене установе, медијске куће, споменици културе, пољопривреда, а значајно је нарушена животна средина СРЈ.
Уништена материјална добра је и могуће валоризовати у неке вредносне показатеље, али учињену штету на животној средини је практично немогуће. Остају трајне последице на здравље будућих генерација људи, на њихов квалитет живљења и ризик за локално становништво и из ширег окружења, да настављају да буду жртве агресије.
На цивиле и цивилне објекте извршено је 3.381 ватрено дејство (38,42% од укупно извршених).

## Процене штете
Грађевинска дирекција Србије је објавила у марту 2006. године, биланс уништених грађевина. У тој студији уништена су 54 објекта путне инфраструктуре, од чега су 44 моста, 18 објекта железничке инфраструктуре од чега 17 мостова и 148 објекта високоградње где се убрајају стамбени и јавни објекти. Ова студија није узела у обзир приватне зграде и куће.
Евиденција служби Војске Југославије и Министарства унутрашњих послова Републике Србије је далеко детаљнија. Подаци су презентирани у часопису „Безбедност“ бр.2-3/99, а на основу њих је дат и приказ у коришћеном извору за прављење наредне табеле.
Три од пет циљева НАТО бомбардовања на СРЈ били су цивилни. Укупан губитак друштвеног производа од 40% и пад индустријске производње. Бомбардовањем инфраструктуре НАТО је прекршио члан 14. Протокола Женевских конвенција из 1949, који забрањује нападе на „објекте неопходне за преживљавање цивилне популације”.
На конференцији за штампу 3. априла 2001. године, тадашњи Председник СРЈ Војислав Коштуница, изјавио је да укупна штета износи 300 милијарди долара.
| Предмет                                                                      | Број дејстава | Оштећени   | Уништени   | Укупно     |
| Индустрија                                                                   | Индустрија    | Индустрија | Индустрија | Индустрија |
| ---------------------------------------------------------------------------- | ------------- | ---------- | ---------- | ---------- |
| Хемијска                                                                     | 21            | 9          | 2          | 11         |
| Машинска                                                                     | 27            | 9          | –          | 9          |
| Електронска                                                                  | 36            | 9          | 1          | 10         |
| Саобраћајних средстава                                                       | 8             | 3          | 1          | 4          |
| Металопрерађивачка производња                                                | 5             | 4          | –          | 4          |
| Црна металургија                                                             | 7             | 4          | –          | 4          |
| Производња гаса                                                              | 1             | 1          | –          | 1          |
| Дуванска                                                                     | 7             | 2          | –          | 2          |
| Гумарска                                                                     | 7             | 3          | –          | 3          |
| Грађевинског материјала                                                      | 7             | 3          | –          | 3          |
| Текстилна и кожна                                                            | 8             | 6          | –          | 6          |
| Графичка                                                                     | 4             | 4          | –          | 4          |
| Прехрамбена                                                                  | 34            | 23         | 3          | 26         |
| Производња обуће                                                             | 1             | 1          | –          | 1          |
| Дрвна                                                                        | 1             | 1          | –          | 1          |
| Укупно                                                                       | 174           | 82         | 7          | 89         |
| Привредни објекти                                                            |               |            |            |            |
| Рудници угља                                                                 | 9             | 5          | –          | 5          |
| Грађевинарство                                                               | 20            | 12         | –          | 12         |
| Аграр                                                                        | 33            | 27         | 2          | 29         |
| Саобраћајна предузећа                                                        | 13            | 4          | 1          | 5          |
| Трговина                                                                     | 16            | 6          | –          | 6          |
| Угоститељство и туризам                                                      | 46            | 35         | 2          | 37         |
| Укупно                                                                       | 182           | 23         | 5          | 128        |
| Енергетска постројења                                                        |               |            |            |            |
| Рафинерије                                                                   | 21            | 3          | –          | 3          |
| Гасна постројења                                                             | 9             | 6          | 1          | 7          |
| Складишта горива                                                             | 96            | 27         | 7          | 34         |
| Топлане                                                                      | 3             | 3          | –          | 3          |
| Термо електране                                                              | 15            | 6          | –          | 6          |
| Трафостанице                                                                 | 63            | 44         | 1          | 45         |
| Далеководи                                                                   | 24            | 20         | 2          | 22         |
| Укупно                                                                       | 231           | 109        | 11         | 120        |
| Инфраструктура                                                               |               |            |            |            |
| Водовод                                                                      | 19            | 17         | 1          | 18         |
| Црпне станице                                                                | 8             | 41         | 5          |            |
| Мостови                                                                      | 176           | 44         | 38         | 82         |
| Путна мрежа                                                                  | 76            | 56         | 5          | 61         |
| Железничка мрежа                                                             | 31            | 19         | 3          | 22         |
| Аеродроми                                                                    | 172           | 14         | –          | 14         |
| Поштанска мрежа                                                              | 29            | 21         | 4          | 25         |
| ТВ центри и сателитске станице                                               | 21            | 5          | 7          | 12         |
| Радио и ТВ репетитори                                                        | 262           | 90         | 28         | 118        |
| Укупно                                                                       | 794           | 270        | 87         | 357        |
| Здравствене установе                                                         |               |            |            |            |
| Зграде хитне помоћи                                                          | 2             | 2          | –          | 2          |
| Домови здравља                                                               | 21            | 20         | 1          | 21         |
| Болнице                                                                      | 22            | 19         | –          | 19         |
| Апотеке и ветерн. станице                                                    | 6             | –          | 6          | 6          |
| Укупно                                                                       | 51            | 47         | 1          | 48         |
| Образовне установе                                                           |               |            |            |            |
| Дечји вртићи                                                                 | 22            | 18         | –          | 18         |
| Основне и средње школе                                                       | 79            | 69         | 1          | 70         |
| Факултети                                                                    | 17            | 9          | –          | 9          |
| Интернати и студенски домови                                                 | 4             | 4          | –          | 4          |
| Укупно                                                                       | 122           | 100        | 1          | 101        |
| Верски, културни и спортски објекти                                          |               |            |            |            |
| Манастири (посредно)                                                         | 68            | 29         | –          | 29         |
| Цркве (посредно)                                                             | 45            | 35         | –          | 35         |
| Вредне зграде са историјским и архитектонским значајем (директно и посредно) | 267           | 77         | 5          | 82         |
| Споменици                                                                    | 29            | 15         | 2          | 17         |
| Археологија (посредно)                                                       | 13            | 6          | –          | 6          |
| Домови културе                                                               | 6             | 5          | –          | 5          |
| Спортски објекти                                                             | 9             | 9          | –          | 9          |
| Укупно                                                                       | 437           | 176        | 7          | 183        |
| {\displaystyle \sum }                                                        | 1.991         | 907        | 119        | 1.026      |
| \| \| \| \| Ушће у пламену и уништена зграда Генералштаба у Београду. \| \|  |               |            |            |            |
|                                                                              |               |            |            |            |
| Ушће у пламену и уништена зграда Генералштаба у Београду.                    |               |            |            |            |

### Погођени цивилни циљеви, за које је НАТО признао
НАТО је више пута демантовао да је намерно нападао и цивилне објекте. Инсистирао је на томе да су предузете све могуће мере предострожности да се избегну цивилне жртве и штета становништву. Представници власти СРЈ, презентирали су случајеве борбених дејстава на цивилне објекте и погинуле при томе, од којих су одређен број НАТО званичници признали као грешке, назвавши то као неминовна „колатерална штета“. НАТО је признао за наведене случајеве, од почетка ваздушних напада 24. марта 1999. године, па до прекида бомбардовања:
- 5. април - НАТО је изручио 550 килограма бомби у стамбеној области у Алексинцу. Наводно да су били легитимни војни циљеви југословенске касарне у јужној Србији. Поред великог броја цивилних жртава срушено је и оштећено више стамбених и других цивилних објеката.
- 9. април - НАТО је погодио цивилне зграде у близини телефонске централе у главном граду Косова и Метохије, Приштини. НАТО је образложио случај, да је могуће да је било цивилних жртава, што није било могуће избећи.
- 12. април - Пилот НАТО-а је лансирао два пројектила на воз, у преласку моста у Грделичкој Клисури, у јужној Србији. Том приликом погинуло је 55 цивила и уништен је воз. НАТО је инсистирао да је мост легитимни војни циљ, као кључна саобраћајна веза за снабдевање југословенских снага на Косову и Метохији. „Пилот је при уништавању моста прекасно приметио воз“. То је било образложење званичног представника из НАТО-а.
- 14. април - НАТО је бомбардовао избегличке колоне код Ђаковице, у региону југоисточног Косова и Метохије, усмртивши 75 цивила и уништивши им превозна средства. НАТО је, не признајући цивилне жртве, објавио да су гађана војна возила, али је признао два напада на те конвоје.
- 28. април - НАТО, нападајући касарну у Сурдулици (250 km јужно од Београда), бомбардује стамбени део града, усмртивши најмање 20 цивилних лица и направивши велику материјалну штету.
- 1. мај - НАТО је бомбардовао мост у месту Лузане код Приштине, усмртивши 47 људи у аутобусу у превозу на путу. НАТО је то признао тек сутрадан пошто му је наводно био легални војни циљ мост, без намере изазивања цивилних жртава.
- 7. мај - НАТО је напад из ваздуха и погодио центар Ниша, у југоисточној Србији, усмртивши најмање 15 и повредивши 70 цивилних лица, који су куповали намирнице за живот. НАТО је то објаснио да је разлог техничке грешке на касетној бомби.

- 8. мај - НАТО је са три пројектила напао кинеску амбасаду у Београду, усмртивши четворо новинара, седморо рањено, а зграда је трајно онеспособљена. Сједињене Америчке Државе и НАТО, тврдили су да је грешком замењена амбасада са зградом Савезне дирекције за промет наоружања и војне опреме, која је била војни циљ.
- 14. мај - НАТО је бомбардовао село Кориша, усмртивши 100 албанских избеглица.[9] НАТО је тврдио да су се цивили користили као живи „штит“ и да је Кориша био легитиман војни циљ.
- 20. мај - Београдска болница „Драгише Мишовића“ је погођена пројектилом око 1 час после поноћи, убивши троје пацијената. НАТО је објаснио да је био несрећан случај са ракетом, која је услед квара скренула са линије вођења. Напад је наводно био на војну касарну.
- 21. мај - НАТО је бомбардовао затвор у Истоку, у северозападном Косову и Метохији. НАТО званичници су тврдили да се затвор користи као место окупљања и боравка српских снага у покрајини. Представници власти СРЈ тврде да је најмање 100 затвореника и затворских службеника погинуло.
- 22. мај - НАТО је признао да је грешком бомбардовао положаје ОВК на Кошарама, у близини границе са Албанијом. Извори блиски ОВК тврде да је седам њихових припадника том приликом убијено и 15 рањено.
- 30. мај - НАТО је усред дана напао друмски мост у Варварину, у централној Србији. Тада је погинуло 11 цивилних особа при преласку мост у својим аутомобилима. НАТО није потврдио да ли су приметили возила на мосту и тврди да је мост био легитиман војни циљ.
- 31. мај - Пројектил је погодио санаторијум у Сурдулици, на југу Србије, усмртивши најмање 20 људи. НАТО је тврдио да је успешно напао касарну у граду, али одбија да потврди или да негира категорички, погађање болнице.
- 31. мај - НАТО је у Новом Пазару са нападом из ваздуха срушио четири спрата стамбене зграде, када је погинуло 23 цивилна лица. НАТО је потврдио напад на војни комплекс, а да је грешком јена од бомби ударила у стамбени део града.
- 1. јун - НАТО је бомбардовао стамбену четврт у Новом Пазару.

## Еколошка штета
У 77 дана агресије НАТО-а обухваћено је са око 35.000 разних мисија (задатака), са концентрацијом ваздухопловних снага са око 1.000 авиона и 206 хеликоптера, стационираних по аеродромима околних земаља и на многобројној флоти бродова. Лансирано је око 1.000 крстарећих ракета, бачено је на релативно малу територију укупно 79.000 тона експлозива. Ово укључује и 35.450 касетних бомби, термо визуелних и графитних које су забрањене по међународним конвенцијама. Бомбе и муниција са осиромашеним уранијумом у пале по целом простору природне средине, затровале су пољопривредна поља, шуме и копнене и водене путеве, ширећи радијацију и изазивајући смртоносна обољења широм земље. Неексплодиране касетне бомбе разбацане су свуда па несрећни могу увек да страдају од њих и после више година.
У условима потпуне ваздухопловне превласти у ваздушном простору, авиони A-10 Тандерболт II су интензивно дејствовали ваздух-земља, са чувеним топом GAU-8 Авенџер, са гранатама калибра 30 mm са осиромашеним уранијумом, по целом простору Косова и Метохије и јужном делу централне Србије.
Не постоји међународно призната методологија прорачуна и процене еколошке штете у условима рата, посебне оваквог где су коришћена забрањена оружја по међународним конвенцијама. Завод за заштиту животне средине Министарства за науку дао је процену да еколошка штета износи 3,6 милијарди а група Г17 10 милијарди долара. У тим проценама су све директне и индиректне еколошке штете.
На научном скупу одржаном 24. маја 2007. године, између осталих изнет је и реферат под називом „Употреба забрањеног оружја у агресији НАТО снага на СР Југославију“.
Јединице службе „Атомско биолошко хемијског обезбеђења“ (АБХО) ВЈ, вршиле су радиолошко хемијско извиђање објеката и рејона дејства НАТО авијације, контролу присутности радиолошке контаминације и прикупљање остатака муниције са осиромашеним уранијумом (ОУ). Још у току НАТО дејстава успели су да евидентирају 99 удара муниције са ОУ на 90 локација, на простору СРЈ. На простору покрајине Косова и Метохије 85, уже Србије 4 и Црне Горе 1. Први примерци такве муниције откривени су 18. априла 1999. године, у рејону Бујановца, а 15. маја у рејону Арза на полуострву Луштица у Црној Гори.
Пронађени узорци су дати на експертизу Институту за нуклеарне науке у Винчи. У својим извештајима, Институт од 23. априла и 21. маја, поред осталог је навео. „Измерена вредност гама дозе је на контакту 0,1 mGy/h. На основу података из америчке литературе о тој муницији бета/гама дозе на контакту пенетратора од ОУ је 2,5 mGy/h. може се закључити да непосредни контакт са само једним пројектилом (гранатом) у релативно дужем временском периоду производи дозе које су на граници дозвољеног за становништво, односно у контакту са кожом изазвало би промене на њој.“ Треба имати у виду да уранијум У-238, који се користи у муницији, има специфичну активност за три реда величина већу од дозвољене границе од 10 kBq/kg. Када се узму у обзир укупне количине те муниције расуте на релативно малом простору, произилази да су активности неколико стотина хиљада пута веће од просечног природног садржаја уранијум У-238. То доводи до контаминације животне средине, са дугорочним последицама по живот локалног становништва и сав остали живи свет. Потврђена је највећа концентрација остатака муниције са ОУ у рејонима дејства америчког авиона A-10 Тандерболт II, што је и логично. Његова главна карактеристика је снажан топ GAU-8 Авенџер, калибра 30 mm, најчешће користи гранате са ОУ. Пронађени узорци граната са ОУ управо су од топа са којим је опремљен авион A-10. Уосталом то је и признао Генералштаб НАТО алијансе у писму Председнику УН Господину Кофи Анану, у документу на слици (види слику доле). У документу је истакнуто да су испалили око 31.000 граната са ОУ, на простору СРЈ.